# Waleran I de Limburg
Waleran I (sau Walram; numit și Udon) (d. 1082) a fost conte de Arlon din 1052 și de Limburg începând de la 1065.
El a fost fiul contelui Waleran de Arlon, care era totodată apărător al abației de Sint-Truiden.
Originile familiei sale sunt puțin cunoscute, iar Waleran apare ca fiind membru al unei ramuri colaterale a casei de Ardennes, guvernând ulterior și Lorena Superioară. Mama lui Waleran ar fi fost Adela, fiică a ducelui Theodoric I al Lorenei Superioare.
El a moștenit Arlon împreună cu fratele său Fulc, care însă a murit în 1078, lăsându-l pe Waleran ca unic conte. Waleran a fost căsătorit cu Jutta, fiică a ducelui Frederic I de Lotharingia. Această căsătorie i-a oferit stăpânirea asupra Lengau), un district în regiunea Liègeului. Waleran a construit un castel în noul său teritoriu: Lenburg, de unde numele de Limburg. El și-a transformat castelul în reședință a sa, devenind cunoscut ca primul conte de Limburg. Fiul său, Henric i-a moștenit posesiunile după moartea sa.